# 가브리에우 마르케스
가브리에우 마르키즈(Gabriel Marques)는 브라질의 축구 선수이다. 본명은 가브리에우 마르키즈 지 앙드라지 핀투(Gabriel Marques de Andrade Pinto)이다.

## 같이 보기
- 바르셀로나 SC